# Muhlenbergia jaime-hintonii
Muhlenbergia jaime-hintonii är en gräsart som beskrevs av Paul M. Peterson och Valdés-reyna. Muhlenbergia jaime-hintonii ingår i släktet muhlygräs, och familjen gräs. Inga underarter finns listade i Catalogue of Life.